# Fool in the Rain
«Fool in the Rain» — третья песня группы Led Zeppelin из их восьмого студийного альбома In Through the Out Door 1979 года. Она была выпущена последним синглом в США до их официального распада в 1980 году. Песня добралась до 21 строчке на Billboard Hot 100 в феврале 1980 года.

## Композиция и запись
Песня написана с Латино-американским чувством музыки. Основная секция песни написана в музыкальном размере 12/8, в секции присутствует необычный полиритмичный грув, в ней также пианино и бас-гитара играют 6 ударов в такт, в то время как барабанная партия играет 4 удара в такт.
Мастер-трек барабанов показывает, что партия с элементами самбы (2:25) записывалась отдельно.
Басист Джон Пол Джонс и вокалист Роберт Плант решили добавить самба бит в песню после просмотра Чемпионата мира по футболу 1978 года, проходившего в Аргентине.

## Рецензии критиков
В то время как альбом In Through The Out Door не был принят также благосклонно публикой как их предыдущие альбомы. «Fool in the Rain» всё же удалось получить положительные рецензии. Скотт Людвиг, писавший для журнала Courier News в 1980 году, высоко оценил игру Бонэма на барабанах. В ретроспективном обзоре Эндрю Доскал из журнала PopMatters назвал песню «выдающейся», полагая, что она стала «последней весёлой песней группы» и «единственной такой в альбоме».

## Другие выступления
«Fool in the Rain» никогда не исполнялась группой вживую. Тем не менее Роберт Плант вместе с группой Pearl Jam исполнил её в 2005 году на благотворительном концерте в поддержку жертв урагана Катрина в Доме Блюза в Чикаго. Pearl Jam изначально не собирались играть эту песню, но переменили свои намерения после того как ураган Катрина прошёл через Новый Орлеан. Все вырученные средства с выступления пошли на благотворительность.

## Позиции в чартах

### Сингл
| Чарт (1980)                         | Высшая позиция |
| ----------------------------------- | -------------- |
| U.S. Billboard Hot 100              | 21             |
| U.S. Cash Box Top 100 Singles       | 31             |
| U.S. Record World The Singles Chart | 34             |
| Canadian RPM Top 100 Chart          | 12             |
| New Zealand Top 50 Singles Chart    | 44             |

### Сингл (Цифровая версия)
| Чарт (2007)                                  | Высшая позиция |
| -------------------------------------------- | -------------- |
| Canadian Billboard Hot Digital Singles Chart | 69             |